# Nisída Venétiko
Nisída Venétiko är en ö i Grekland.   Den ligger i prefekturen Chios och regionen Nordegeiska öarna, i den östra delen av landet, 200 km öster om huvudstaden Aten.
Terrängen på Nisída Venétiko är varierad. Öns högsta punkt är 24 meter över havet. 